# Asia Cup 2025
Der Asia Cup 2025 ist die 17. Ausgabe des Cricketwettbewerbes für asiatische Nationalmannschaften und wird zwischen dem 9. und 28. September 2025 in den Vereinigten Arabischen Emiraten im Twenty20-Format ausgetragen.

## Teilnehmer
Die Teilnehmer sind die fünf asiatischen Nationen mit Teststatus und drei weitere Teilnehmer, die beim ACC Men’s Premier Cup 2024 ermittelt wurden.
| - Afghanistan - Bangladesch - Hongkong - Indien | - Oman - Pakistan - Sri Lanka - Ver. Arab. Emirate |

## Kaderliste
Die Mannschaften benennen vor dem Turnier ihre Kader.
| Twenty20    | Twenty20 | Twenty20  | Twenty20 |
| Afghanistan | Bangladesch | Hongkong  | Indien |
| ----------- | --- | --------- | --- |
|             | |           | - Suryakumar Yadav (K) - Shubman Gill (VK) - Jasprit Bumrah - Varun Chakravarthy - Shivam Dube - Hardik Pandya - Axar Patel - Harshit Rana - Sanju Samson (wk) - Abhishek Sharma - Jitesh Sharma (wk) - Arshdeep Singh - Rinku Singh - Tilak Varma - Kuldeep Yadav |
| Oman        | Pakistan | Sri Lanka | Ver. Arab. Emirate |
|             | - Salman Ali Agha (K) - Shaheen Afridi - Abrar Ahmed - Hasan Ali - Faheem Ashraf - Saim Ayub - Sahibzada Farhan - Mohammad Haris (wk) - Salman Mirza - Sufiyan Muqeem - Hassan Nawaz - Mohammad Nawaz - Haris Rauf - Khushdil Shah - Hussain Talat - Mohammad Wasim Jr. - Fakhar Zaman |           | |

## Format
In einer Gruppenphase spielt zunächst jedes Team gegen jedes andere. Der Sieger eines Spiels bekommt zwei Punkte, für ein Unentschieden oder No Result gibt es einen Punkt. Die beiden Gruppenersten und Gruppenzweiten ziehen in die Super-Four-Runde ein. Dort spielt abermals jede Mannschaft gegen jede andere und der Gruppenerste und Gruppenzweite spielen im anschließenden Finale den Turniersieger aus.

## Stadien
Die folgenden Stadien wurden für das Turnier ausgewählt.
| Stadion                             | Stadt     | Kapazität | Spiele                                         |
| ----------------------------------- | --------- | --------- | ---------------------------------------------- |
| Sheikh Zayed Cricket Stadium        | Abu Dhabi | 20.000    | 7 Vorrundenspiele; 1 Super-Four-Spiel          |
| Dubai International Cricket Stadium | Dubai     | 25.000    | 5 Vorrundenspiele; 5 Super-Four-Spiele; Finale |

## Vorrunde

### Gruppe A
| Gruppe A           | Sp. | S | N | NR | P | NRR    |
| ------------------ | --- | - | - | -- | - | ------ |
| Indien             |     |   |   |    | 0 | +0.000 |
| Oman               |     |   |   |    | 0 | +0.000 |
| Pakistan           |     |   |   |    | 0 | +0.000 |
| Ver. Arab. Emirate |     |   |   |    | 0 | +0.000 |

| 10. September Scorecard | Dubai | Ver. Arab. Emirate | – | Indien |
|                         |       |                    |   |        |

| 12. September Scorecard | Dubai | Oman | – | Pakistan |
|                         |       |      |   |          |

| 14. September Scorecard | Dubai | Indien | – | Pakistan |
|                         |       |        |   |          |

| 15. September Scorecard | Abu Dhabi | Ver. Arab. Emirate | – | Oman |
|                         |           |                    |   |      |

| 17. September Scorecard | Dubai | Ver. Arab. Emirate | – | Pakistan |
|                         |       |                    |   |          |

| 19. September Scorecard | Abu Dhabi | Indien | – | Oman |
|                         |           |        |   |      |

### Gruppe B
Tabelle
| Gruppe B    | Sp. | S | N | NR | P | NRR    |
| ----------- | --- | - | - | -- | - | ------ |
| Afghanistan |     |   |   |    | 0 | +0.000 |
| Bangladesch |     |   |   |    | 0 | +0.000 |
| Hongkong    |     |   |   |    | 0 | +0.000 |
| Sri Lanka   |     |   |   |    | 0 | +0.000 |

Spiele 
| 9. September Scorecard | Abu Dhabi | Afghanistan | – | Hongkong |
|                        |           |             |   |          |

| 11. September Scorecard | Abu Dhabi | Bangladesch | – | Hongkong |
|                         |           |             |   |          |

| 13. September Scorecard | Abu Dhabi | Bangladesch | – | Sri Lanka |
|                         |           |             |   |           |

| 15. September Scorecard | Dubai | Hongkong | – | Sri Lanka |
|                         |       |          |   |           |

| 16. September Scorecard | Abu Dhabi | Afghanistan | – | Bangladesch |
|                         |           |             |   |             |

| 18. September Scorecard | Abu Dhabi | Afghanistan | – | Sri Lanka |
|                         |           |             |   |           |

## Super Four
| Super Four | Sp. | S | N | NR | P | NRR    |
| ---------- | --- | - | - | -- | - | ------ |
| A1         |     |   |   |    | 0 | +0.000 |
| A2         |     |   |   |    | 0 | +0.000 |
| B1         |     |   |   |    | 0 | +0.000 |
| B2         |     |   |   |    | 0 | +0.000 |

| 20. September Scorecard | Dubai | B1 | – | B2 |
|                         |       |    |   |    |

| 21. September Scorecard | Dubai | A1 | – | A2 |
|                         |       |    |   |    |

| 23. September Scorecard | Abu Dhabi | A2 | – | B1 |
|                         |           |    |   |    |

| 24. September Scorecard | Dubai | A1 | – | B2 |
|                         |       |    |   |    |

| 25. September Scorecard | Dubai | A2 | – | B2 |
|                         |       |    |   |    |

| 26. September Scorecard | Dubai | A1 | – | B1 |
|                         |       |    |   |    |

## Finale
| 28. September Scorecard | Dubai | Gruppenerster | – | Gruppenzweiter |
|                         |       |               |   |                |